# Кабанак
Кабанак (фр. Cabanac) насеље је и општина у јужној Француској у региону Миди Пирене, у департману Горњи Пиринеји која припада префектури Тарб.
По подацима из 2011. године у општини је живело 284 становника, а густина насељености је износила 51,08 становника/km². Општина се простире на површини од 5,56 km². Налази се на средњој надморској висини од 220 метара (максималној 315 m, а минималној 205 m).

## Демографија
| 1962. | 1968. | 1975. | 1982. | 1990. | 1999. | 2011. |
| ----- | ----- | ----- | ----- | ----- | ----- | ----- |
| 203   | 211   | 197   | 217   | 217   | 210   | 284   |

График промене броја становника у току последњих година